# 89. pehotni polk (Italija)
89. pehotni polk Salerno/Cosseria (izvirno italijansko 89º Reggimento fanteria) je bil pehotni polk (Kraljeve) Italijanske kopenske vojske.

## Zgodovina
Med prvo svetovno vojno je bil polk aktiven v Franciji ter med drugo svetovno vojno je bil nastanjen v Rusiji.